# Élection présidentielle française de janvier 1920
Une élection présidentielle se tient en France le 17 janvier 1920 afin d’élire pour sept ans un successeur à Raymond Poincaré, qui ne brigue pas un second mandat comme président de la République.
Initialement réticent à se porter candidat, le radical indépendant Georges Clemenceau, président du Conseil depuis 1917 et considéré comme le « Père la Victoire » de la Grande Guerre, est donné favori du scrutin dans la lignée de la victoire du Bloc national aux élections législatives de 1919. Mais il se retire après le vote préparatoire des républicains du 16 janvier, ayant été devancé par Paul Deschanel, président modéré de la Chambre des députés, pâtissant de son côté clivant et de sa conduite des négociations sur le traité de Versailles.
Seul candidat, Paul Deschanel est élu le lendemain avec le plus grand nombre de voix jamais obtenu sous la Troisième République. Il exercera cette fonction pendant sept mois, son état de santé le conduisant à démissionner.

## Candidatures

### Alliance républicaine démocratique
Le président sortant, Raymond Poincaré, élu en 1913 sous l'étiquette de l'ARD, est pendant un temps pressenti comme candidat à sa propre succession. Favori du scrutin, Poincaré renonce finalement à briguer un nouveau mandat, laissant ainsi le champ libre pour une nouvelle candidature.
Il y a alors deux prétendants sérieux au sein du parti : Paul Deschanel, 64 ans, ancien président de la Chambre des députés et qui avait déjà émis le souhait de se présenter à l’élection présidentielle de 1913 avant de renoncer au profit de Poincaré, et Charles Jonnart, 62 ans, ancien ministre des Travaux publics et des Affaires étrangères.

Devant la popularité de Deschanel au sein du parti, Jonnart renonce à sa candidature et obtient en échange le poste de président de l'ARD. 

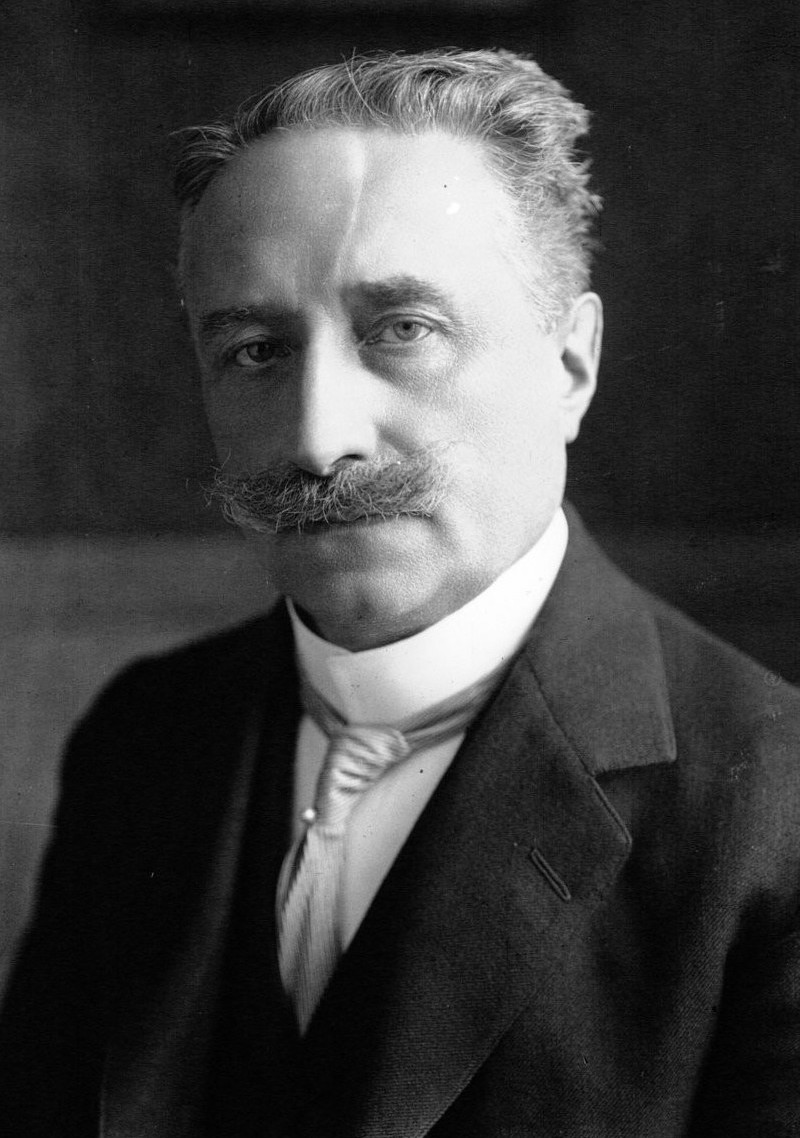
Paul Deschanel (candidat officiel de l'ARD).
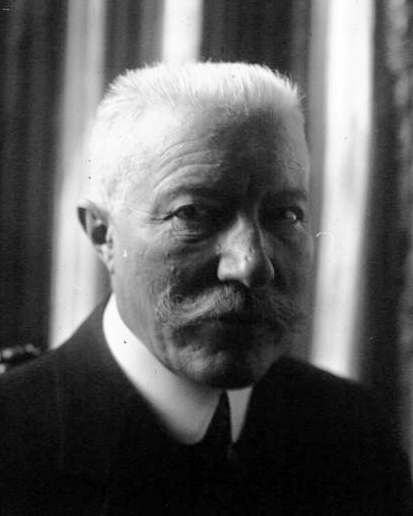
Charles Jonnart (renonce).

### Radicaux

#### Radicaux de droite
Pour ce scrutin, le camp radical est divisé. Les radicaux indépendants, qui incarnent désormais le centre droit, soutiennent la candidature du président du Conseil, Georges Clemenceau, 78 ans. Mais ce choix ne séduit pas les radicaux de gauche qui se cherchent un autre candidat. 

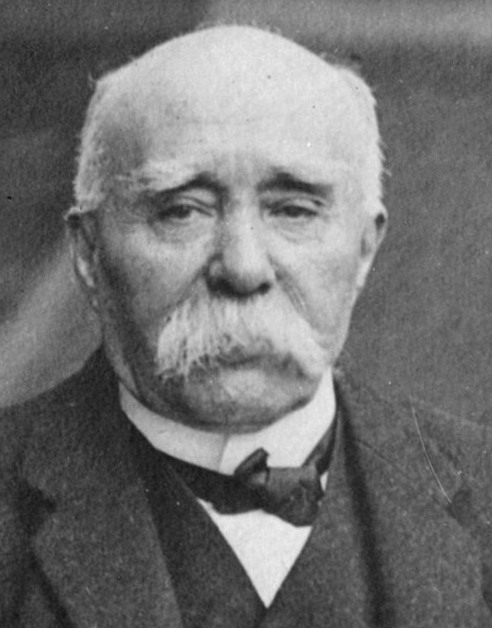
Georges Clemenceau (candidat officiel RI).

#### Radicaux de gauche
Le Parti radical investit alors l'ancien président du Conseil Léon Bourgeois, candidat malheureux à la présidentielle de 1906. L'enthousiasme autour de Bourgeois s'essoufle à quelques jours du scrutin et de nombreux radicaux, refusant de jouer un match à trois, se tournent finalement vers Clemenceau. D'autres, refusant de soutenir Clemenceau, se tournent vers son adversaire principal, Paul Deschanel, candidat de l'ARD.
Outsider de ce scrutin, Bourgeois décide néanmoins de maintenir sa candidature contre Clemenceau. 

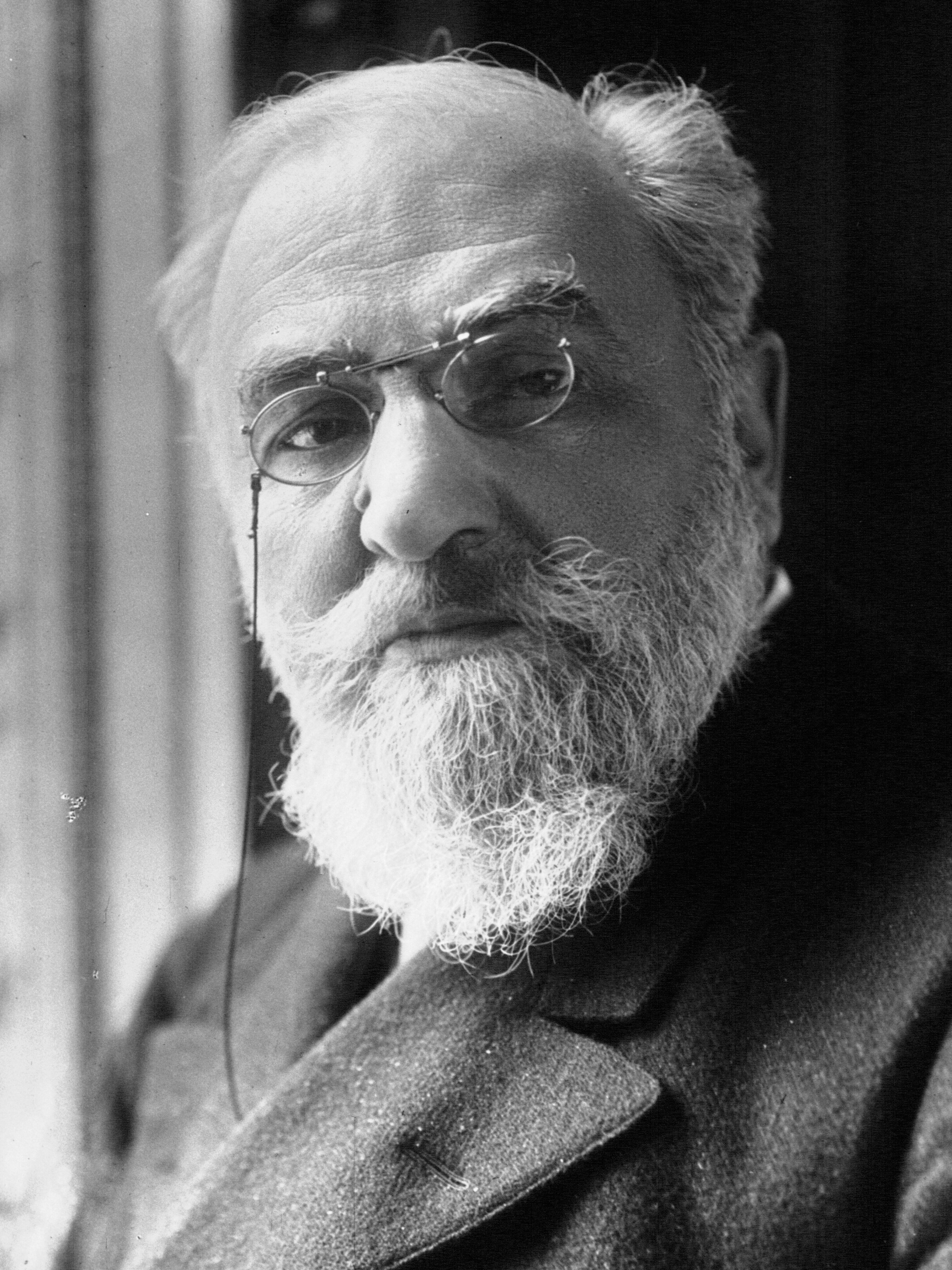
Léon Bourgeois (candidat officiel du PRRRS).

### Autres candidats
Alors que les partis traditionnels sont les grands favoris de ce scrutin présidentiel, une candidature surprise se profile à l'horizon : celle du général Ferdinand Foch, très remarqué pour son engagement pendant la guerre de 14. Élevé à la dignité de maréchal de France, Foch jouit d'une importante popularité tout comme Clemenceau. Néanmoins, une partie de ses partisans désire participer au match qui oppose Clemenceau à Deschanel, et donc les chances pour le maréchal de réunir assez de voix pour pouvoir briller sont réduites. Malgré tout, sa candidature se maintient jusqu'au second tour. 

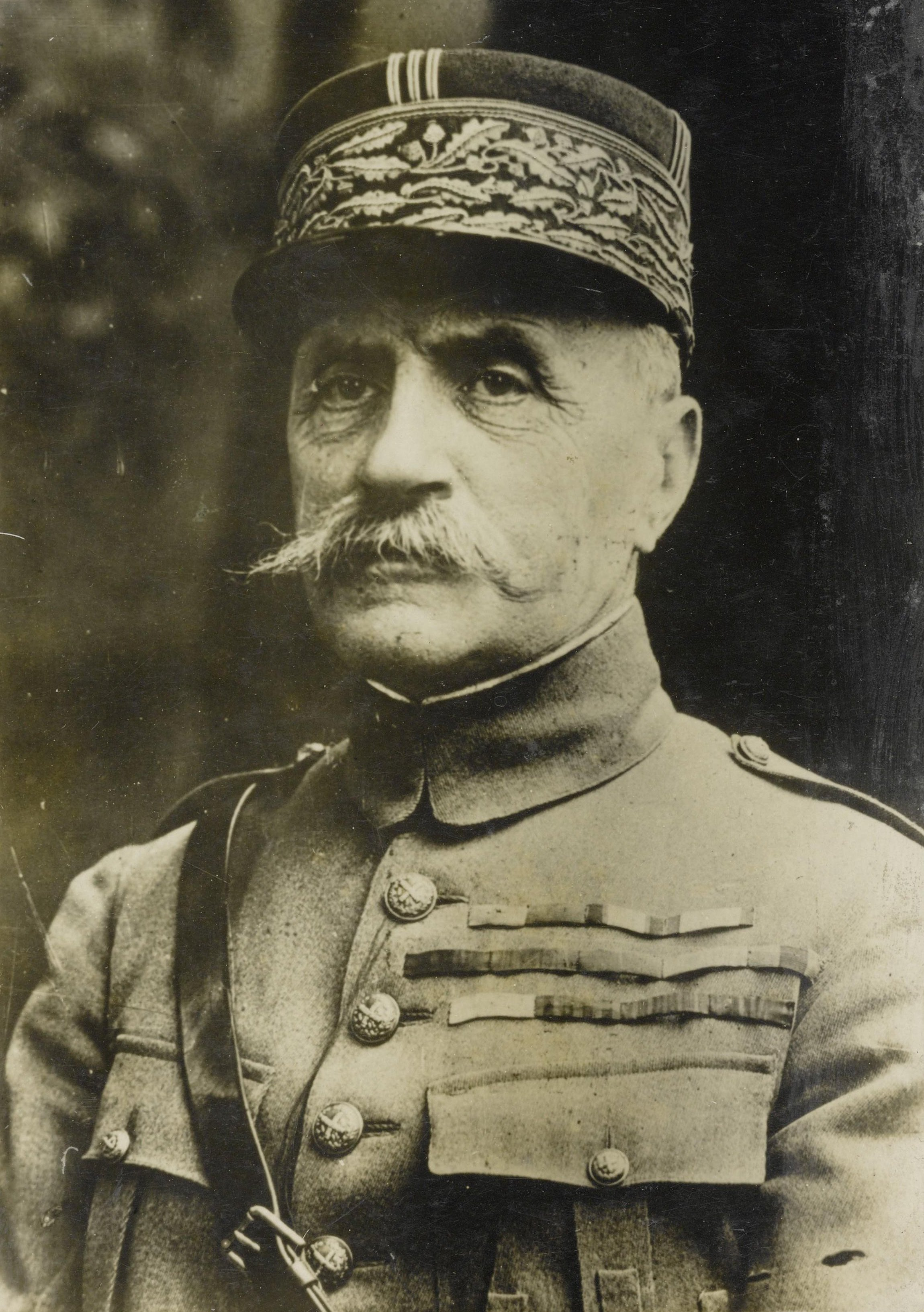
Ferdinand Foch (candidat sans étiquette).

## Contexte et campagne
Alors que le président sortant, Raymond Poincaré, refuse de se présenter pour un second mandat, deux candidats sont donnés favoris du scrutin : Clemenceau et Deschanel. Les deux hommes sont des adversaires de longue date, s’étant notamment affrontés en duel à l’épée en 1894.

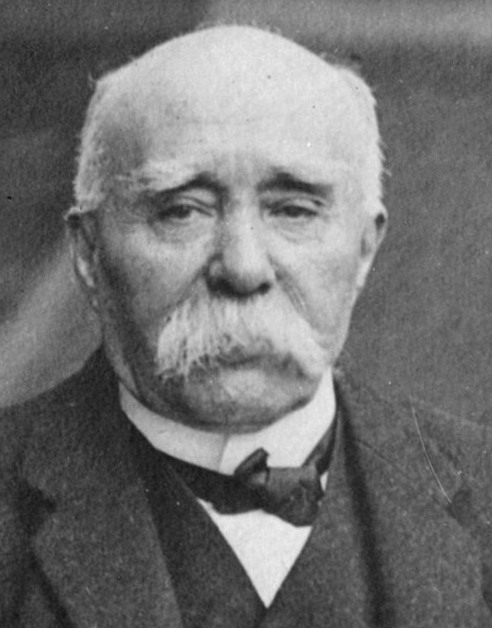
Georges Clemenceau, président du Conseil en exercice lors de l’élection présidentielle.

L'élection semble promise à Georges Clemenceau : auréolé de la victoire de 1918, le président du Conseil a accepté que des amis soumettent sa candidature à la présidence de la République alors qu’il y était initialement réticent. Mais les choses ne se déroulent pas comme prévu pour « le Tigre », qui ne fait pas campagne et qui considérait jusque-là la présidence de la République comme « aussi utile que la prostate ». Inquiets par sa gouvernance opaque et autoritaire durant la guerre et pendant les négociations sur le traité de Versailles (ses opposants le surnomment le « Perd la Victoire »), de nombreux parlementaires envisagent la possibilité qu'il utilise sa popularité dans l’opinion pour accroître de façon très importante les prérogatives du chef de l’État. Il rencontre également l’opposition des milieux d’affaires et des intellectuels. Ses nombreux ennemis, à gauche comme à droite, s'accordent alors pour soutenir la candidature de son concurrent.
Aristide Briand, qui est issu du socialisme indépendant, s'attache à convaincre les catholiques du danger que poserait le « père la Victoire », qui lui a promis qu’il « battra la semelle devant la présidence du Conseil » sous son septennat. Anticlérical notoire, Briand va jusqu'à rencontrer Mgr Ceretti, représentant officieux du Vatican à Paris, pour qu'il soutienne la candidature de Paul Deschanel. Par ailleurs, Clemenceau est accusé de vouloir remettre en cause le Concordat en Alsace-Lorraine. La SFIO, pour sa part, n'apprécie guère le « premier flic de France », dont le nom reste attaché à la répression énergique des grèves, notamment celle de Draveil-Villeneuve-Saint-Georges, en 1908. Enfin, bien qu'appartenant au même bord politique, certains radicaux ne lui pardonnent pas de s'acharner sur Louis Malvy et Joseph Caillaux, traduits en Haute Cour pour pacifisme durant la guerre.
De son côté, Paul Deschanel promet d’œuvrer au rétablissement des relations diplomatiques avec le Vatican, ce qui renforce le soutien que lui apporte la droite catholique. Si Léon Daudet se prononce pour Clemenceau et que Maurice Barrès se montre hésitant, l’Action française, sous la houlette de Charles Maurras, apporte son appui au président de la Chambre, ce dernier écrivant : « Présenter la candidature ou l’élection de M. Paul Deschanel comme un signe d’indulgence à l’égard de l’Allemagne serait la moins sensée des gageures. M. Paul Deschanel a demandé des armements alors que personne ne songeait à armer : en pleine crise pacifiste de 1905. »

## Déroulement de l’élection

### Scrutin préparatoire
Conformément à la tradition républicaine, un vote préparatoire se tient au palais du Luxembourg lors d’une réunion plénière (tout le Parlement), au sein du groupe républicain, le 16 janvier 1920.
Georges Mandel, fidèle de Georges Clemenceau, pensant que son candidat aura plus de voix provenant de la droite que de la gauche, invite la quasi-totalité des parlementaires à prend part au vote. Si la droite catholique n'est pas conviée puisque encore distante des républicains, elle est néanmoins représentée par une partie des élus du centre droit. De l'autre côté, les socialistes de la SFIO sont bien présents.
Le scrutin se tient entre deux et quatre heures de l’après-midi. L’abbé Émile Wetterlé est le premier à se rendre à l’urne. Le général de Castelnau déclare au moment de voter qu'il soutient Paul Deschanel, ce qui aurait convaincu des élus proches de lui de faire le même choix.
À la surprise générale, Paul Deschanel devance de dix-neuf voix le président du Conseil : 408 voix se portent sur son nom contre 389 pour Clemenceau. Contrairement à ce qu’escomptait Georges Mandel, le soutien des parlementaires de droite a été décisif dans ce résultat.
Aussitôt, les membres du gouvernement et son chef de cabinet Georges Wormser se rendent chez Clemenceau afin de le convaincre d’imiter Raymond Poincaré, qui avait été devancé au scrutin préparatoire de 1913 mais s’était présenté devant l’Assemblée nationale, où il l’avait emporté. Mais, amer, Georges Clemenceau retire à ses partisans l'autorisation de poser sa candidature, et fait porter un message au président du Sénat, Léon Bourgeois, dans lequel il indique qu’il refuserait la fonction en cas d’élection à la présidence le lendemain. Il confie à ses amis :

« C’est fini. Je ne veux pas que l’on vote pour moi demain. Ma décision est prise, elle est irrévocable. Je ne veux pas engager la lutte pour cette misère de disputer quelques voix à M. Deschanel. La réunion plénière s’est prononcée contre moi. Tant pis peut-être pour le pays, tant mieux pour moi et les miens. Et puis voyons, j’ai bien gagné n’est-ce pas, le repos. Je le réclamais d’ailleurs, on me le donne, merci. »

| Candidat             | Candidat             | Partis               | Premier tour | Premier tour |
| Candidat             | Candidat             | Partis               | Voix         | %            |
| -------------------- | -------------------- | -------------------- | ------------ | ------------ |
|                      | Paul Deschanel       | ARD                  | 408          | 49,63        |
|                      | Georges Clemenceau   | RI                   | 389          | 47,32        |
|                      | Raymond Poincaré     | ARD                  | 16           | 1,94         |
|                      | Léon Bourgeois       | RRRS                 | 5            | 0,60         |
|                      | Charles Jonnart      | ARD                  | 3            | 0,36         |
|                      | Ferdinand Foch       | IND                  | 1            | 0,12         |
|                      |                      |                      |              |              |
| Votes valides        | Votes valides        | Votes valides        | 822          | 99,40        |
| Votes blancs et nuls | Votes blancs et nuls | Votes blancs et nuls | 5            | 0,60         |
| Total                | Total                | Total                | 827          | 100          |

### Vote de l'Assemblée nationale

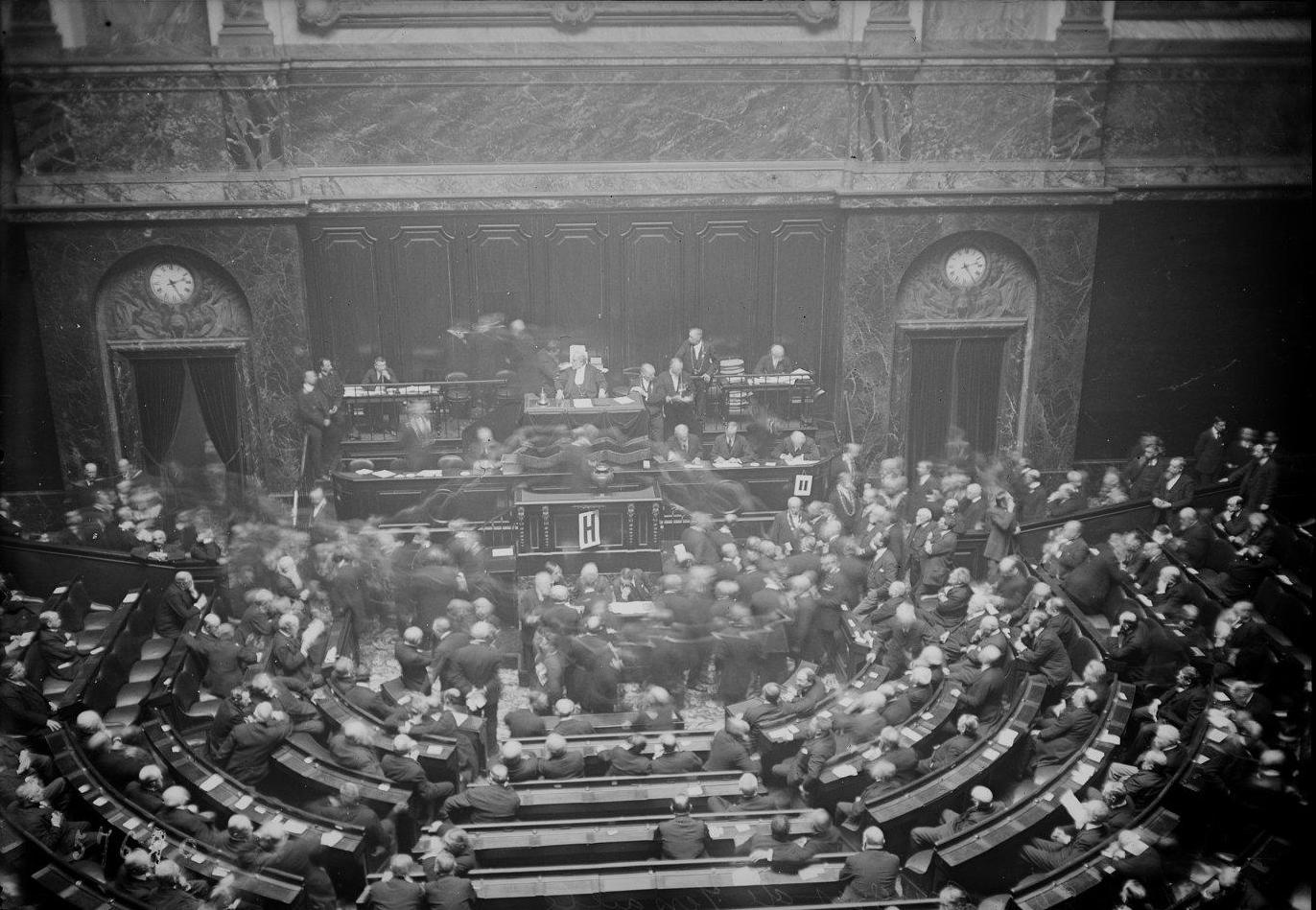
Le scrutin du 17 janvier 1920, présidé par Léon Bourgeois, dans la salle du congrès du château de Versailles. Ici, on appelle les parlementaires dont le nom commence par la lettre H.

Le 17 janvier 1920, peu avant le vote de l'Assemblée nationale, le groupe socialiste décide à quatre voix de majorité de soutenir la candidature de Paul Deschanel plutôt que de présenter celle de Jules Guesde. L'important groupe de l'Entente républicaine démocratique fait de même.
La séance est présidée par le président du Sénat, Léon Bourgeois. Alors que Paul Deschanel s'abstient, plusieurs députés — parmi lesquels Paul Painlevé et Ferdinand Buisson — ne peuvent prendre part au vote car leur élection aux législatives de 1919, n'a pas encore été validée.
Seul candidat désigné, Paul Deschanel remporte l'élection avec 734 voix sur 868 suffrages exprimés. Il s'agit du plus grand nombre de voix jamais obtenu par un candidat à la présidence sous la Troisième République,.
| Candidat                 | Candidat                 | Partis                   | Premier tour | Premier tour |
| Candidat                 | Candidat                 | Partis                   | Voix         | %            |
| ------------------------ | ------------------------ | ------------------------ | ------------ | ------------ |
|                          | Paul Deschanel           | ARD                      | 734          | 84,56        |
|                          | Charles Jonnart          | ARD                      | 54           | 6,22         |
|                          | Georges Clemenceau       | RI                       | 53           | 6,10         |
|                          | Raymond Poincaré         | ARD                      | 8            | 0,92         |
|                          | Ferdinand Foch           | IND                      | 7            | 0,80         |
|                          | Léon Bourgeois           | RRRS                     | 6            | 0,69         |
|                          | Autres candidats         | Autres candidats         | 6            | 0,69         |
|                          |                          |                          |              |              |
| Votes valides            | Votes valides            | Votes valides            | 868          | 97,75        |
| Votes blancs et nuls     | Votes blancs et nuls     | Votes blancs et nuls     | 20           | 2,25         |
| Total                    | Total                    | Total                    | 888          | 100          |
| Abstention               | Abstention               | Abstention               | 60           | 4,32         |
| Inscrits / participation | Inscrits / participation | Inscrits / participation | 928          | 95,68        |

## Réactions et analyses
Par courtoisie, Paul Deschanel demande après son élection à être reçu par Georges Clemenceau, mais celui-ci refuse. Ses collaborateurs n’adressent par ailleurs aucun message de félicitations au nouvel hôte de l’Élysée, qui reçoit cependant des messages chaleureux du président sortant, de Charles Maurras, de l’écrivain Pierre Loti ou encore de la poétesse Anna de Noailles. Colette déclare avoir crié « Vive la République » pour la première fois de sa vie. De son côté, l’officier Charles de Gaulle écrit : « Tout le monde pensait depuis le Rhin jusqu’au Bug, écrit-il, que Clemenceau acceptant d’être élu, il ne pourrait manquer de l’être. L’élection de Deschanel ne m’attriste pas. Je crois qu’il a toutes les aptitudes à la fonction. Et d’abord, il est marié, avec des enfants. »

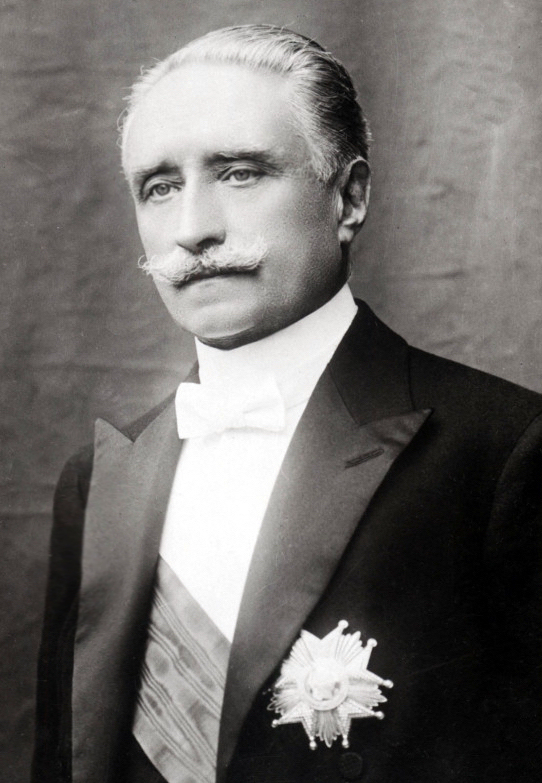
Portrait officiel de Paul Deschanel en tant que président de la République.

La presse française se montre assez divisée. Mais au nom de l’union sacrée, les partisans du « Tigre » se font relativement modérés. Justin Perchot, du Radical, considère que « seule a été envisagée la détresse de nos finances, de notre industrie, de notre commerce, la perspective menaçante de la ruine que quatorze mois d’armistice n’ont fait hélas qu’aggraver ». Les titres de presse s’affichant comme neutres dévoilent leur véritable choix. L'Intransigeant, quotidien modéré, indique : « Choisir Clemenceau, c’était entrer dans l’inconnu. C’était risquer une politique d’à-coups, une politique de cour et d’intrigues ». De son côté, le conservateur Le Temps écrit : « Il eût fallu à Clemenceau adoucir son orgueil et éclaircir son entourage. L’orgueil restait un peu farouche, l’entourage inquiétant. » Le journal socialiste La France libre affirme : « Les qualités de M. Clemenceau le desservaient à certains yeux pour la candidature à l’Élysée. Il en faut d’autres, faites de souplesse, de neutralité attentive et bienveillante à l’égard de tous les partis, de bonne humeur, d’habileté mondaine, de douceur diplomatique et de discipline constitutionnelle. Il est incontestable que M. Deschanel les possède à un suprême degré. »
Dans leur majorité, les médias et hommes politiques étrangers font part de leur incompréhension et perplexité quant à l’échec du président du Conseil français, notamment dans le monde anglo-saxon. Le Premier ministre du Royaume-Uni, David Lloyd George, s’esclaffe en privé : « Ce sont les Français qui ont ce coup-ci brûlé Jeanne d'Arc ! ». Le New York Times juge que « les représentants du peuple français ont commis une erreur qui leur fera plus de tort qu’à monsieur Clemenceau » et le New York World que « la défaite de Clemenceau ne fera pas honneur à la France » ; cependant, le Daily Mail « félicite la France de son excellent choix ». Les journaux allemands se montrent quant à eux distants quant à la nouvelle et considèrent que l’Allemagne ne doit rien attendre du nouveau président français.
D’après son biographe Michel Winock, l’échec de Georges Clemenceau est attribuable aux intrigues d'Aristide Briand, tandis que Thierry Billard, biographe de Paul Deschanel l’explique par ses nombreuses inimités, la convocation par Georges Mandel de beaucoup de parlementaires issus de la droite, ainsi que par le refus du « Tigre » de faire campagne,.

## Suites
Au lendemain de l'élection, le 18 janvier, Georges Clemenceau présente la démission de son gouvernement. Le président de la République sortant, Raymond Poincaré, nomme Alexandre Millerand à la présidence du Conseil. Raoul Péret succède à Paul Deschanel à la présidence de la Chambre des députés.
À 78 ans, comme il l’avait prévu avant de laisser déposer sa candidature, Georges Clemenceau quitte la vie politique.
Paul Deschanel prend ses fonctions un mois après le scrutin, le 18 février 1920. Il démissionne sept mois plus tard en raison de problèmes de santé, ce qui provoque la tenue d'une nouvelle élection.

## Dans la culture
Le film Le Tigre et le Président de Jean-Marc Peyrefitte (2022) évoque explicitement l'élection présidentielle qui voit s'opposer Paul Deschanel et Georges Clemenceau. Le premier est incarné par le comédien Jacques Gamblin tandis que le second est interprété par l'acteur André Dussolier.